# Richard Feldtkeller
Richard Feldtkeller (Merseburg, 26 de janeiro de 1901 – Stuttgart, 5 de dezembro de 1981) foi um físico e engenheiro eletricista alemão. É conhecido por seus diversos trabalhos científicos sobre temas nas áreas de engenharia de telecomunicações, como quadripolo, filtro eletrônico, tecnologia de transmissão, radiotécnica e radiodifusão, engenharia de áudio e óptica. Alguns de seus livros tornaram-se livros-texto sobre engenharia de telecomunicações.

## Biografia
Em 1924 completou seus estudos de física na Universidade de Halle-Wittenberg com um doutorado com a tese Die Störströme bei quantitativen Messungen mit dem Hochfrequenzverstärker, iniciando em Berlim suas atividades no laboratório de pesquisas da Siemens AG. Dentre suas atividades pertenciam os fundamentos da engenharia de telecomunicações e a então ainda recém realizada telecomunicação sem fio. Em 1936 foi chamado para a Universidade de Stuttgart, onde lecionou e pesquisou até 1966 como professor ordinário e diretor do Instituto de Telecomunicações Elétricas. Durante esta época orientou cerca de 60 trabalhos de doutorado e diversos de seus orientados foram professores de nível universitário.
Dentre os alunos de Feldtkellers consta o pioneiro da computação Heinz Zemanek, que sob sua tutela em 1943/1944 escreveu o trabalho de diplomação Über die Erzeugung von kurzen Impulsen aus einer Sinusschwingung..

## Condecorações
- 1966: Plaqueta Philipp-Reis[3]